# Universitat de les Illes Balears
La Universitat de les Illes Balears o UIB és la universitat pública de les Illes Balears. Està situada als afores de Palma. A més, segons l'Estatut d'Autonomia de les Illes Balears és la institució encarregada d'adaptar les normes ortogràfiques i gramaticals de l'IEC a la realitat lingüística balear a través d'un consorci format per membres de les dues institucions.
La UIB forma part de la Xarxa Vives d'Universitats i el Grup 9. A més, ha signat convenis bilaterals amb la majoria d'universitats espanyoles i amb universitats i centres de recerca d'Europa, Amèrica, Àfrica i Àsia.

## Història
Per conèixer els orígens de l'establiment d'un centre dedicat a l'ensenyament superior a les Illes Balears, ens hem de remuntar al 1483, any en què el rei Ferran II autoritzà la fundació de l'Estudi General Lul·lià a la ciutat de Mallorca, primera universitat real que tinguen les Illes Balears. Aquest Estudi General estigué en funcionament fins al 1835, quan, després d'un intens debat entre el govern espanyol i la societat mallorquina, finalment s'aconsegueix abolir. A partir d'aquell moment, tots els alumnes de les Illes Balears que volien seguir estudis superiors, van haver de traslladar-se a Cervera primer i a Barcelona després.
D'aquesta manera, les Illes Balears no tingueren cap institució dedicada a l'ensenyament superior fins al segle xx. En concret, fou el 1949 quan es refundà l'Estudi General Lul·lià sota els auspicis de la Universitat de Barcelona, que durant un temps oferí cursos de filosofia i filologia reconeguts per la UB. El 1972 es crearen les dues primeres facultats modernes: la de ciències (depenent de la Universitat Autònoma de Barcelona) i la de filosofia i lletres (depenent de la Universitat de Barcelona). Aquests nous establiments s'instal·laren provisionalment de Son Malferit i a l'antic col·legi dels Paüls de Palma respectivament. Més tard també es creà la facultat de dret, que se situà a l'Edifici Sa Riera. Aquestes facultats se segregaren de les seves respectives universitats el 1978 i crearen, juntament amb l'Escola Normal (de creació anterior), la Universitat de Palma.
El 1983 començaren les obres per un nou campus universitari a la carretera de Valldemossa, en el terme municipal de Palma. Aquesta decisió no estigué exempta de polèmica, ja que no agradà a tothom la creació d'un campus universitari rural a l'americana per a la nova Universitat. Molts defensaren la construcció del nou campus dintre del nucli urbà de Palma, en concret al Polígon de Llevant, molt a prop de la ubicació original de la Facultat de Ciències. D'aquesta manera s'hagués aconseguit revitalitzar una zona de Palma encara avui degradada i no desvincular la Universitat amb la vida urbana. El 1993 es completà el trasllat de les facultats situades a Palma al campus i es crearen les extensions universitàries d'Eivissa i Alaior (Menorca), però avui en dia encara no es considera acabat.
El 1985 s'aprovaren els Estatuts (que han estat modificats posteriorment) i es canvià l'antiga denominació de
Universitat de Palma a l'actual d'Universitat de les Illes Balears. El 1990 es creà l'Escola Oficial de Turisme, el 1992 la Facultat d'Educació i el 2000 la Facultat de Psicologia i l'Escola Politècnica Superior. El 2003 fou elegit rector de la Universitat el catedràtic de la Facultat de Dret Avel·lí Blasco, primer rector de la Universitat elegit per sufragi universal ponderat.
Des de 1996 la Universitat depèn del Govern de les Illes Balears.

## Rectors
- Antoni Roig Muntaner (president de la Comissió gestora): 1979-1981
- Antoni Ribera i Blancafort: 1981-1982
- Nadal Batle i Nicolau: 1982-1995
- Llorenç Huguet Rotger: 1995-2003
- Avel·lí Blasco Esteve: 2003-2007
- Montserrat Casas Ametller: 2007-2013
- Jaume Jesús Carot Giner (rector p.s.r.): 2013
- Llorenç Huguet Rotger: 2013-2021
- Jaume Jesús Carot Giner 2021-Actualitat[3]

## Admissió
Com a qualsevol universitat d'Espanya, per accedir a la UIB cal superar les Proves d'Accés a la Universitat. Només per als ensenyaments amb nombre limitat de places és necessària la preinscripció universitària. La nota de tall més alta exigida per a ser admès a la UIB a la convocatòria de juliol de 2005 fou un 6,18 pels estudis de fisioteràpia, però com que l'oferta de places supera àmpliament la demanda la majoria d'estudis només demanaren el 5 per a accedir-hi.
A les Illes Balears funciona el districte obert, pel que qualsevol estudiant d'Espanya pot venir a la Universitat de les Illes Balears, prèvia preinscripció (obligatòria en tots els casos) i superació de les PAU en el seu districte.
El nombre d'estudiants i professors va anar en augment fins a finals dels anys 90, però actualment està patint un lleuger retrocés. Es creu que es deu a la reducció de la taxa de natalitat a les Illes Balears.

## Instal·lacions
El campus de la UIB es començà a construir el 1983 en uns terrenys situats vora la carretera de Valldemossa entre les antigues possessions de Son Lledó i Cas Jai, en el terme municipal de Palma. Aquesta decisió ha comportat la desvinculació de la vida universitària amb la ciutat. L'única manera d'accedir al campus és per carretera, ja sigui en transport privat o a través de la línia 19 de l'EMT. Això provocava l'embús d'aquesta carretera en hores punta, fet pel qual el Govern de les Illes Balears va voler desdoblar la carretera de Valldemossa (Ma-1110) fins al seu pas pel campus amb l'objectiu d'esmorteir el trànsit intens. A més, el 2005 van començar les obres pel Metro de Palma, que té una estació al campus, en concret enfront de l'edifici Ramon Llull, una obra que havia estat molt demandada per la comunitat universitària.
El campus està plenament operatiu des de 1993, any en què es traslladen allà tots els ensenyaments que encara en aquella data s'oferien en edificis del nucli urbà de Palma. Actualment, en el campus estan situades totes les facultats i serveis administratius, així com el rectorat de la Universitat, però encara avui conserva per a funcions administratives l'edifici Sa Riera, situat en el carrer de Miquel dels Sants Oliver de Palma. Igualment, la Universitat va comprar a finals dels anys 90 l'edifici de Can Oleo, en ple centre històric de Palma, les obres de rehabilitació del qual començaran aviat (actualment s'està fent un peritatge per tal de conservar aquells elements arquitectònics que puguin ser d'interès). Tots els edificis del campus estan batejats amb el nom d'algun personatge rellevant de la societat balear.
També s'han creat les extensions universitàries d'Eivissa i Alaior amb l'objectiu de descentralitzar la Universitat i apropar-la als estudiants de les illes menors. Una directora s'encarrega actualment de gestionar les dues extensions alhora. A les extensions s'ofereixen estudis de magisteri (totes les especialitats), fisioteràpia, infermeria, ciències empresarials, psicopedagogia i dret. Les extensions tenen professorat propi, però també organitzen classes amb videoconferència amb professors de Palma. També hi he centres universitaris en 19 municipis de Mallorca. Pròximament s'iniciarà l'ampliació de l'extensió universitària d'Alaior, ja que s'ha quedat obsoleta.
Malgrat totes les facultats i els serveis administratius estiguin instal·lats al campus de Palma, aquest encara no es considera acabat. El 2004, s'inaugurà el darrer edifici, l'Edifici Gaspar Melchor de Jovellanos, actual seu de les facultats d'economia i dret. Faltarien per a completar les instal·lacions una Biblioteca Central, una Capella Multiconfessional i l'adequació de les zones d'aparcament. Actualment s'està treballant per la recuperació d'antigues àrees naturals situades al campus, que serviran d'estudi pels alumnes de biologia i com a zona verda per a tot el campus. També s'ha projectat la reforma i ampliació de l'edifici Ramon Llull, la unió dels dos edificis de la Facultat de Ciències (el Mateu Orfila i el Guillem Colom Casasnovas) i la construcció d'un nou edifici multidepartamental vora el nou accés per la carretera Ma-1110, que tindrà el nom d'Edifici Beatriu de Pinós II. Totes aquestes obres es començaran a realitzar després de l'obertura del metro. Les facultats són les següents:
- Anselm Turmeda
  - Escola Politècnica Superior. Estudis d'Enginyeria d'Edificació, Enginyeria Electrònica Industrial i Automàtica, Arquitectura Tècnica, Enginyeria Informàtica, Enginyeria Telemàtica, Matemàtiques, Doble grau en Enginyeria Telemàtica i Matemàtiques i Enginyeria Agroalimentària i del Medi Rural.

- Arxiduc Lluís Salvador
  - Escola Universitària d'Hoteleria. Estudis de Direcció Hotelera Internacional, Allotjaments, Comercialització Hotelera, Direcció i Gestió de Restaurants i Bars i Alta Cuina.

- Guillem Cifre de Colonya
  - Facultat d'Educació. Estudis de Magisteri (Especialitats d'Educació Especial, Educació Física, Educació Infantil, Educació Musical, Educació Primària i Llengua Estrangera), Educació Social, Pedagogia i Psicopedagogia.
  - Facultat de Psicologia. Estudis de Psicologia.
  - Escola Universitària d'Infermeria i Fisioteràpia. Estudis de Fisioteràpia i Infermeria.

- Guillem Colom Casasnovas i Mateu Orfila i Rotger
  - Facultat de Ciències. Estudis de Biologia, Bioquímica, Física, Química, Enginyeria Tècnica Agrícola, especialitat en hortofructicultura i jardineria, i Enginyeria Agroalimentària i del Medi Rural.

- Gaspar Melchor de Jovellanos
  - Facultat de Ciències Econòmiques i Empresarials. Estudis d'Economia i Administració d'Empreses.
  - Facultat de Dret. Estudis de Dret, Relacions Laborals i Seguretat i Ciències Policials.
  - Escola Universitària d'Estudis Empresarials. Estudis de Ciències Empresarials.
  - Escola Universitària de Turisme. Estudis de Turisme.

- Ramon Llull
  - Facultat de Filosofia i Lletres. Estudis de Filologia Anglesa, Filologia Catalana, Filologia Hispànica, Estudis Anglesos, Llengua i Literatura Catalanes, Llengua i Literatura Espanyoles, Filosofia, Geografia, Història, Història de l'Art i Treball Social.

- Seu Universitària de Menorca. Estudis d'Administració d'Empreses, Ciències Empresarials, Dret, Seguretat i Ciències Policials, Educació Social, Infermeria, Magisteri (Especialitat d'Educació Infantil) i Turisme.

- Seu Universitària d'Eivissa i Formentera. Estudis d'Administració d'Empreses, Ciències Empresarials, Dret, Seguretat i Ciències Policials, Educació Social, Infermeria, Magisteri (Especialitat d'Educació Infantil) i Turisme.

La UIB a més compta amb Escoles Universitàries Adscrites, establiments privats que ofereixen titulacions universitàries reconegudes per la Universitat de les Illes Balears (i, per tant, amb validesa a tot Espanya). Actualment, les Escoles Universitàries Adscrites de la UIB són les següents:
- Escola Universitària Alberta Giménez. Estudis de Magisteri (Especialitats d'Educació Especial, Educació Física, Educació Infantil, Educació Musical, Educació Primària i Llengua Estrangera), Comunicació Audiovisual i Periodisme.
- Escola Universitària de Relacions Laborals. Estudis de Relacions Laborals.
- Escola Universitària de Turisme del Consell Insular d'Eivissa i Formentera. Estudis de Turisme.
- Escola Universitària de Turisme Felipe Moreno. Estudis de Turisme.

Totes aquestes facultats i Escoles Universitàries estan dividides en departaments amb autonomia pròpia que, a la vegada, es divideixen en àrees. Totes les facultats són dirigides per un degà i els departaments per un director.
A part de tot el dit anteriorment, al campus es troba la seu de l'Institut de Ciències de l'Educació (dedicat a la formació del professorat) i el Servei d'Activitats Culturals, que organitza la Universitat Oberta. També podem trobar al campus una residència d'estudiants (Edifici Bartomeu Rosselló-Pòrcel) i un menjador (actualment fora de servei).

### Metro

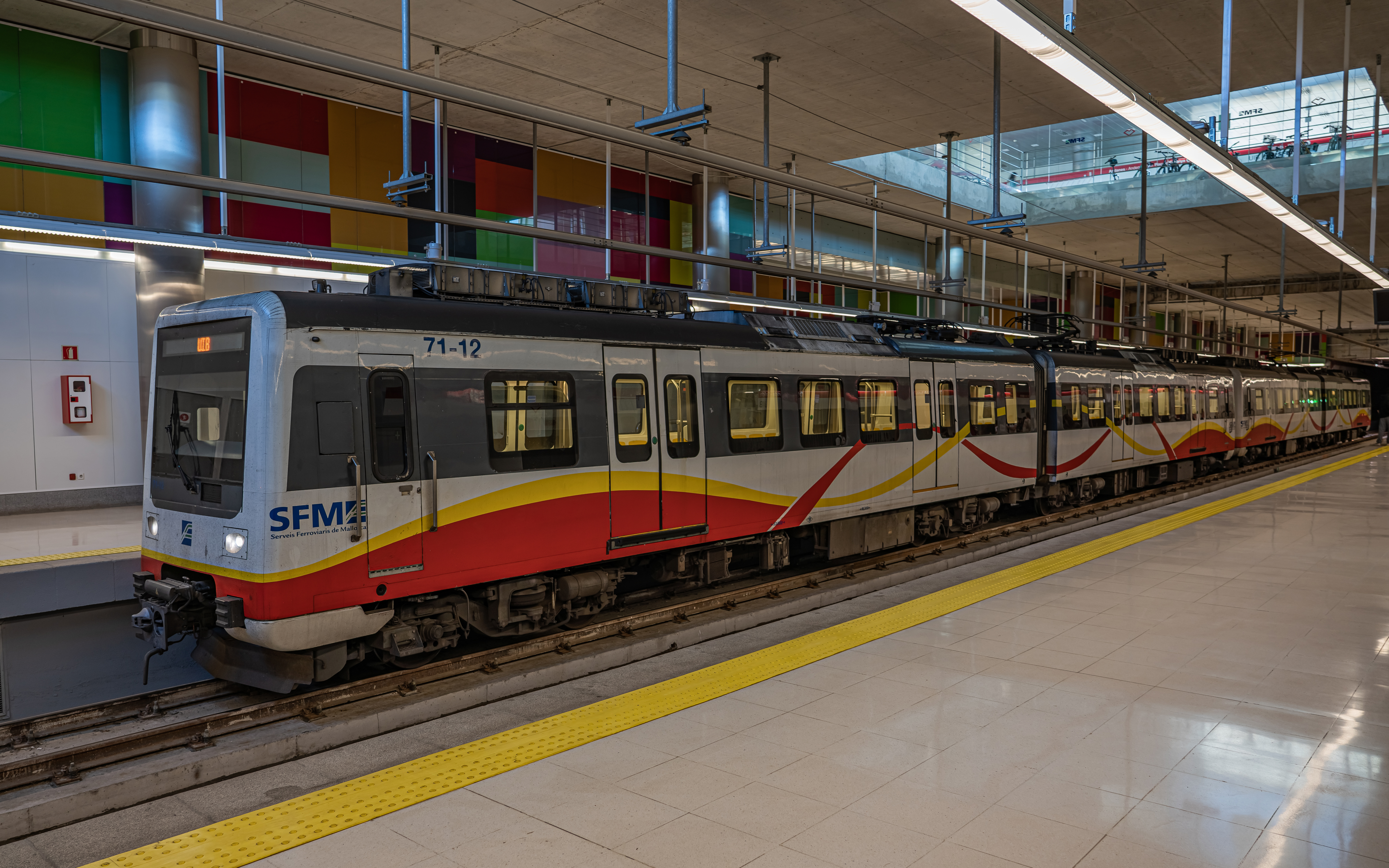
L'estació de metro del campus

L'estació d'UIB (o de la Universitat) és una estació del metro de Palma. La construcció fou anunciada el 2004 i l'estació va ser inaugurada el 25 d'abril de 2007. Uns mesos més tard, després de les inundacions del 27 d'agost i 23 de setembre es va tancar fins que els tècnics resolguessin els problemes estructurals. El servei es va restablir el 28 de juliol de 2008. S'hi accedeix des de l'exterior a través d'un edifici construït a la part sud del campus de la UIB. Té un primer nivell, a peu de carrer, on se situen les màquines autovenda de bitllets, lavabos i un servei de préstec de bicicletes, el Mou-teB. La zona d'andanes és al soterrani, al qual s'accedeix mitjançant escales mecàniques o ascensor. Allà, hi ha la zona de peatge abans d'entrar a les andanes, dues i en disposició lateral. Des de l'estació un autobús gratuït circumval·la amb una freqüència cada quart d'hora tot el campus. Am una previsió inicial d'ús d'un milió de viatges a l'any, atesa la baixa utilització fora dels dies laborables, el 2013 va deixar de prestar servei els diumenges i festius, i dissabtes a partir de les 12:30.

## Professors destacats
- Aina Calvo Sastre, batlessa de Palma.
- Camilo José Cela Conde, escriptor i catedràtic de Filosofia del Dret, Moral i Política.
- Francesc Casadesús Bordoy, filòsof, periodista i filòleg clàssic. President de la Sociedad Española de Estudios Clásicos de les Illes Balears.
- Francesc de Borja Moll, filòleg.
- Félix Pons, advocat i polític. President del Congrés dels Diputats entre 1986 i 1996.
- Jordi Pich i Solé, psicòleg i investigador. Autor de diversos llibres sobre alimentació.
- Maria de la Pau Janer, filòloga i escriptora. Premi Planeta 2005.
- Miquel Duran Pastor, historiador i professor emèrit d'història contemporània. Fou diputat a les Corts Constituents per UCD.
- Sebastià Serra Busquets, historiador i polític. Ha estat diputat en el Parlament de les Illes Balears i regidor de l'Ajuntament de Palma. És president de l'Institut d'Estudis Baleàrics.
- Toni Bestard, director de cinema.

## Alumnes destacats
- Cristòfol Soler Cladera, president del Govern Balear.
- Francesc Antich Oliver, president del Govern de les Illes Balears.

## Campus Digital
L'originari Campus Extens UIB Virtual es va crear l'any 1997 a la UIB com a servei d'educació semipresencial (blended learning). L'origen del projecte va ser donar resposta a les necessitats d'educació superior a les illes de Menorca, Eivissa i Formentera, ja que no era possible realitzar-hi estudis superiors si l'alumnat s'havia de desplaçar al campus de Mallorca o a altres centres universitaris. D'aquesta manera, la creació del servei i de les seus universitàries a cadascuna de les illes responia a les demandes expressades per diferents col·lectius (polític, empresarial, cultural, sanitari, etc.).
Aquell mateix curs, aprofitant la infraestructura tecnològica i pedagògica creada, Campus Extens UIB Virtual es va obrir a la comunitat universitària del campus de Mallorca, per tal que el professorat interessat pogués utilitzar les TIC com un recurs didàctic per impartir les assignatures. L'any 2007 es va integrar a Campus Extens la unitat de Formació Contínua en línia de la UIB, que donava suport als estudis de postgrau i de formació contínua, amb la qual cosa s'ampliava l'àmbit d'actuació de Campus Extens. Des del començament, el nombre d'usuaris ha crescut de manera ininterrompuda i ha arribat a cobrir la pràctica totalitat dels estudis oferts a la UIB.
Actualment s'anomena Campus Digital.